# 리븐델
리븐델(Rivendell)은 《반지의 제왕》,《호빗》에 등장하는 장소다. 에레기온의 몰락으로 그곳으로부터 좀 더 북쪽에 세워진 요정의 거점이다. 에아렌딜의 아들 엘론드가 다스렸다.
초기에는 사우론에게서 피신한 요정의 은신처로 활용되었으나, 점차 성장하여 3시대까지도 요정들의 거점으로 남아있었다.